# Prayola urinatrix
Prayola urinatrix är en nässeldjursart som beskrevs av Grace Odel Pugh och Harbison 1987. Prayola urinatrix ingår i släktet Prayola och familjen Prayidae. Inga underarter finns listade i Catalogue of Life.